# Magno Cruz
Magno Damasceno Santos da Cruz (* 20. Mai 1988 in Salvador), auch bekannt als Magno Cruz, ist ein brasilianischer Fußballspieler.

## Karriere
Magno Cruz erlernte das Fußballspielen in den Jugendmannschaften von EC Vitória, EC Bahia, Joinville EC, Cruzeiro Belo Horizonte und Flamengo Rio de Janeiro. Seinen ersten Vertrag unterschrieb er 2009 in Pelotas bei Grêmio Esportivo Brasil. Nach drei Monaten wechselte er im gleichen Jahr zu CR Vasco da Gama nach Rio de Janeiro. Mit dem Club gewann er 2009 die Campeonato Brasileiro de Futebol – Série B. Von Anfang 2011 bis Mai 2012 wurde er nach Salvador zum EC Bahia ausgeliehen. Nach  Ende der Ausleihe wurde er von Bahia fest verpflichtet. Mit Bahia wurde er Meister der Campeonato Baiano. Von August 2012 bis November 2012 wurde er an Ceará SC ausgeliehen. CA Bragantino lieh ihn von Februar bis Dezember 2013 aus. Anschließend wurde er von dem Club aus Bragança Paulista fest verpflichtet. 2015 verließ er Brasilien und ging nach Tunesien, wo er sich Espérance Tunis anschloss. Der Verein aus Tunis spielte in der ersten Liga des Landes, der Championnat de Tunisie. Ende Juli 2015 ging er nach Japan. Hier nahm ihn Cerezo Osaka unter Vertrag. Der Club aus Osaka spielte in der zweiten Liga, der J2 League. Ende Januar 2016 kehrte er wieder in seine Heimat zurück. Atlético Goianiense aus Goiânia nahm ihn bis Ende 2016 unter Vertrag. Mit Atlético wurde er Meister der Campeonato Brasileiro de Futebol – Série B. 2017 zog es ihn wieder nach Asien. Der südkoreanische Club Jeju United nahm ihn für zwei Jahre unter Vertrag. Im ersten Jahr wurde er mit dem Club Vizemeister der K League 1. Nach 102 Spielen und 29 Toren verließ er Ende 2019 den Club und wechselte nach Katar. Hier schloss er sich Umm-Salal SC. Der Verein aus Umm Salal spielt in der höchsten Liga des Landes, der Qatar Stars League.

## Erfolge
Jeju United
- K League 1: 2017 – Vizemeister

CR Vasco da Gama
- Série B: 2009

EC Bahia
- Campeonato Baiano: 2012

Atlético Goianiense
- Série B: 2016